# Березницы (Суздальский район)
Березницы — деревня в Суздальском районе Владимирской области России, входит в состав Селецкого сельского поселения. Юго-восточная окраина деревни является объектом археологического наследия Суздальского района — селище «Березницы», XIV — XVII веков.

## География
Деревня расположена в 8 км на восток от райцентра города Суздаль близ автодороги 17К-7 Камешково – Ляховицы – Суздаль.

## История
В конце XIX — начале XX века деревня входила с состав Быковской волости Суздальского уезда. В 1859 году в деревне числилось 16 дворов, в 1905 году — 28 дворов, в 1926 году — 38 хозяйств.
С 1929 года деревня являлась центром Березницкого сельсовета Суздальского района, с 1940 года — в составе Ляховицкого сельсовета, с 1956 года — в составе Кидекшанского сельсовета, с 1974 года — в составе Селецкого сельсовета, с 2005 года — в составе Селецкого сельского поселения.

## Население
| 1859 | 1905 | 1926 | 2002 | 2010 | 2021 |
| ---- | ---- | ---- | ---- | ---- | ---- |
| 114  | ↗183 | ↗205 | ↘17  | ↗18  | ↘15  |

## Инфраструктура
Есть оптоволоконное подключение к сети Интернет (провайдер — Yoniti). В границах населенного пункта расположены две базовых станции сотовой связи (МТС и Т2), обе поддерживают 4G поколение мобильной связи. Южнее деревни находится Асфальтобетонный завод (АБЗ), работающий на природном газе.

### Улицы
В деревне имеется две улицы: Центральная, Садовая.